# Cassiopeia A

Cassiopeia A op een opname van de Hubble Space Telescope

Cassiopeia A (Cas A) is een supernovarest in het sterrenbeeld Cassiopeia en de helderste radiobron aan de hemel (behalve de zon) bij frequenties boven 1 GHz. De afstand van Cas A is ongeveer 11.000 lichtjaar.

## Ontdekking
Cas A was in 1947 een van de eerste discrete radiobronnen die ontdekt is door Martin Ryle en Francis Graham-Smith. De optische component is ontdekt in 1950 door Walter Baade en Rudolph Minkowski. Röntgenstraling van Cas A werd ontdekt op 25 april 1965 bij een vlucht met een Aerobee sondeerraket. In 1979 voorspelde Iosif Samuilovich Shklovsky dat zich in Cas A een zwart gat bevond en in 1999 werd met het Chandra X-Ray Observatory een hete puntvormige bron gevonden die waarschijnlijk het voorspelde zwarte gat of een neutronenster is.

## Eigenschappen
Cas A expandeert met een snelheid van 4000−6000 km/s en het gas binnen de schil heeft een temperatuur van ongeveer 30 miljoen kelvin. Uit de expansiesnelheid en de diameter van Cas A (ongeveer 16 lichtjaar) kan geschat worden dat het licht van de explosie waarbij de supernova is ontstaan, het zonnestelsel bereikt heeft in 1667. Metingen met de Hubble Space Telescope hebben aangetoond dat Cas A ook sneller expanderende objecten bevat die verder naar buiten gelegen zijn. Hun snelheid bereikt 5.500−14.500 km/s in het vlak van de hemel. De snelst bewegende delen bevinden zich in twee jets die in tegenovergestelde richtingen bewegen. 
In 1980 had de bron een fluxdichtheid van 2720±50 Jy bij 1 GHz; door de expansie van Cas A neemt de fluxdichtheid op deze frequentie af met 0,97±0,04 procent per jaar. Deze afname betekent dat onder 1 GHz Cas A nu minder sterk is dan Cygnus A. De sterke radiostraling van Cas A wordt veroorzaakt door synchrotronstraling die ontstaat als elektronen bewegen in een magnetisch veld.
Het is waarschijnlijk dat de supernova explosie, waarbij Cas A ontstaan is, niet gezien is op Aarde. Dit komt mogelijk doordat de extinctie van kosmisch stof het licht van de explosie absorbeerde. De grote extinctie zou zijn veroorzaakt doordat de ster zeer massief was en eerder veel van zijn buitenste schillen had afgestoten. Deze schillen bevatten veel stof en zouden de straling van de explosie geabsorbeerd hebben.
Er zijn geen waarnemingen bekend van deze explosie. Het is echter volgens onder anderen de astronoom William Ashworth mogelijk dat de explosie gezien is als de 6e magnitude ster 3 Cassiopeiae die Astronomer Royal John Flamsteed op 16 augustus 1680 nabij de positie van de supernovarest gecatalogiseerd heeft. Anderen hebben voorgesteld dat de explosie zichtbaar was als een overdag zichtbare ster bij de geboorte van Karel II van Engeland op 29 mei 1630.
Het is mogelijk dat de Spitzer Space Telescope een infrarode lichtecho van de supernova explosie heeft waargenomen in de richting van interstellaire stofwolken. Uit de lichtkromme van deze echo heeft men geconcludeerd dat Cas A is ontstaan door een Type IIb supernova explosie.
In 2013 werd de aanwezigheid van fosfor in Cas A ontdekt. De verhouding van de hoeveelheid fosfor en ijzer in de supernovarest is een factor 10 groter dan in het gas van de Melkweg, wat erop duidt dat fosfor wordt geproduceerd bij supernova explosies.